# Арена-рок
Арена-рок (англ. Arena rock), або стадіонний рок (англ. stadium rock)(corporate rock, industry rock) — явище музичної культури другої половини 1970-х років, яке характеризується виходом рок-музики на великі концертні майданчики та стадіони.
Поява арена-року завдячує таким гуртам як The Beatles, The Rolling Stones, Led Zeppelin та The Who, які підготували ґрунт для грандіозних живих концертів рок-музики по всьому світу. Арена-рок ознаменував вихід рок-музики з клубної камерності та спонтанності. У музичному відношенні арена-рок може охоплювати широкий стилістичний спектр від важкого року до важкого металу, швидкі динамічні композиції переплітаються з повільними рок-балладами.
До перших представників арена-року відносять такі американські гурти як Journey, Boston, Foreigner, Styx. Естетично з арена-роком тісно пов'язаний ґлем-рок та ґлем-метал.

## Музикант
- AC/DC
- Aerosmith
- Asia
- Billy Joel
- Black Sabbath
- Bon Jovi
- Boston
- Cheap Trick
- Def Leppard
- Eagles
- Fleetwood Mac
- Foreigner
- Guns N' Roses
- Huey Lewis and The News
- Journey
- Judas Priest
- Kansas
- Kiss
- Led Zeppelin
- Queen
- Rainbow
- REO Speedwagon
- Styx
- 38 Special
- Toto
- Van Halen
- Yes